# كريستوفر هاريس
كريستوفر هاريس (16 أكتوبر 1942 في المملكة المتحدة - ) (بالإنجليزية: Christopher Harris)‏ هو لاعب كريكت بريطاني. لعب مع Buckinghamshire County Cricket Club ‏ ونادي الكريكت في جامعة أكسفورد ‏.

## وصلات خارجية
- كريستوفر هاريس على موقع إي آس بي آن كريك إنفو (الإنجليزية)